# Loir-et-Cher
Loir-et-Cher (oznaka 41) je francoski departma, imenovan po rekah Loir in Cher. Leži v regiji Centre-Val de Loire.

## Zgodovina
Departma je bil ustanovljen v času francoske revolucije 4. marca 1790 iz delov nekdanjih provinc Orléanais and Touraine.

## Geografija
Loir-et-Cher leži v osrednjem delu regije Center. Na severu meji na departmaja Eure-et-Loir in Loiret, na vzhodu na Cher, na jugu na Indre in Indre-et-Loire, na zahodu pa na departma regije Loire Sarthe.